# Peter Koprivnikar
Peter Koprivnikar, slovenski lokostrelec, * 2. julij 1976, Maribor.
Koprivnikar je za Slovenijo nastopil na Poletnih olimpijskih igrah 1996 v Atlanti in na Poletnih olimpijskih igrah 2000 v Sydneyju.
V Atlanti je v individualni konkurenci osvojil 56. mesto, slovenska ekipa, katere član je bil, pa je osvojila 5. mesto.
V Sydneyju je nastopil samo v individualni konkurenci in osvojil 53. mesto.